# Adelowalkeria
Adelowalkeria este un gen de molii din familia Saturniidae. 

## Specii
- Adelowalkeria caeca Lemaire, 1969
- Adelowalkeria eugenia (Druce, 1904) — Ecuador
- Adelowalkeria flavosignata (Walker, 1865) — Brazilia de Sud
- Adelowalkeria plateada (Schaus, 1905) — Ecuador
- Adelowalkeria torresi Travassos & May, 1941
- Adelowalkeria tristygma (Boisduval, 1872)